# Günay Musayeva
Günay Musayeva (* 7. Februar 1986 in Tovuz) ist eine türkische Schauspielerin und Model aserbaidschanischer Abstammung.

## Leben und Karriere
Musayeva wurde am 7. Februar 1986 in Tovuz geboren. Sie studierte an der Staatliche Universität Baku. Ihr Debüt gab sie 2007 in der Fernsehserie Tal der Wölfe – Hinterhalt. 2011 heiratete sie den türkischen Schauspieler Tolga Karel. Im selben Jahr trat sie in der Serie Ezel auf. Unter anderem wurde sie 2014 für die Serie Turetskiy tranzit gecastet. 
Das Paar ließ sich 2015 scheiden. Aus der Ehe ging ein Sohn hervor. Außerdem besitzt sie auch die Türkische Staatsbürgerschaft. 2016 war sie in Cesur Yürek zu sehen.

## Filmografie (Auswahl)
Filme
- 2013: Mahmut İle Meryem
- 2015: Kod Adı: K.O.Z.

Fernsehserien
- 2007: Tal der Wölfe – Hinterhalt
- 2011: Ezel
- 2013: Ben Burdan Atlarım
- 2014: Turetskiy tranzit
- 2014: Beyaz Karanfil
- 2016: Cesur Yürek